# گوستاوو د لوکا
گوستاوو د لوکا (اسپانیایی: Gustavo De Luca‎؛ زادهٔ ۱۳ فوریهٔ ۱۹۶۲) بازیکن فوتبال اهل آرژانتین است.

## باشگاهی
از باشگاه‌هایی که در آن بازی کرده‌است می‌توان به باشگاه فوتبال ریور پلاته و باشگاه فوتبال کولو-کولو اشاره کرد.